# اولوا توفائونو
اولوا توفائونو (انگلیسی: Oloa Tofaeono؛ زادهٔ ۱۷ نوامبر ۲۰۰۲) بازیکن فوتبال اهل ساموآی آمریکا است.
وی همچنین در تیم‌های ملی فوتبال American Samoa women's national under-17 football team و American Samoa women's national football team بازی کرده‌است.